# Hong Kong Disneyland

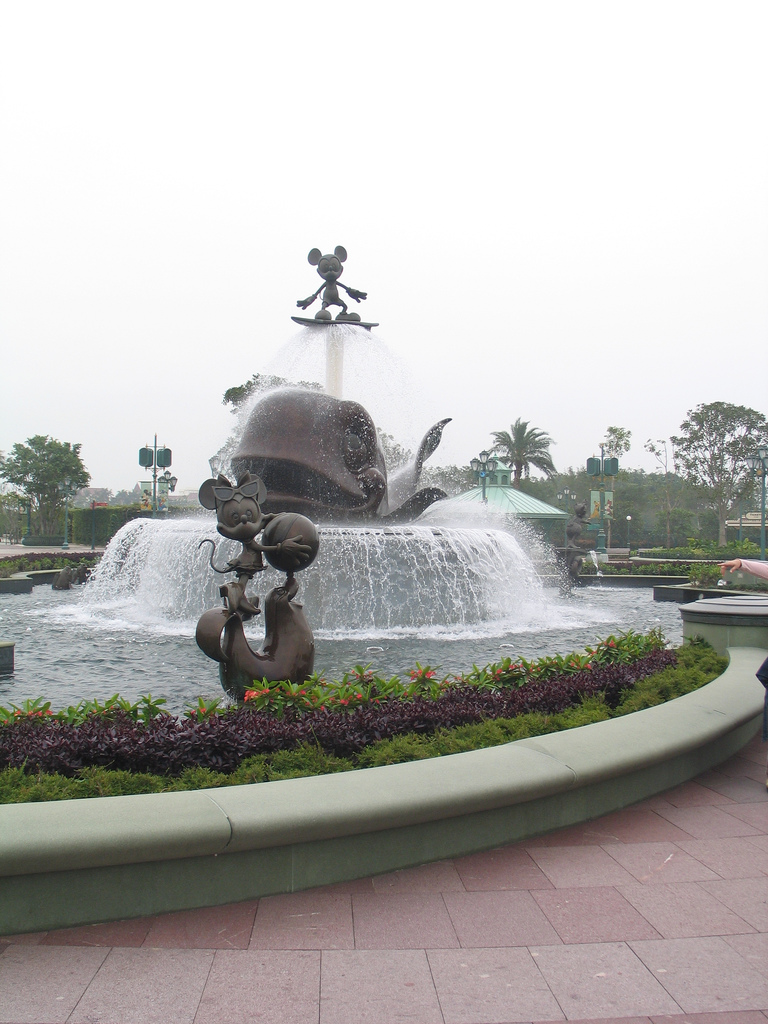
La fuente de los personajes de Disney, se encuentra en el centro del camino que conduce al parque.

Hong Kong Disneyland (chino tradicional: 香港迪士尼樂園) es el primer parque temático dentro de Hong Kong Disneyland Resort, que es coordinado y dirigido por la organización de parques internacionales de Hong Kong, una compañía que pertenece a la Walt Disney Company y el gobierno de Hong Kong.
Hong Kong Disneyland, es el cuarto parque de Disney construido en la categoría de Magic Kingdom (Reino Mágico). Está situado en espacios en disputa en Penny's Bay, isla de Lantau. Después de años de negociaciones y de construcción, el parque finalmente se abrió a los visitantes el 12 de septiembre de 2005. Oficialmente, el parque puede contener un máximo de 60.000 visitantes diariamente.
El parque consiste en cuatro áreas similares a las encontradas en otros parques de Disney alrededor del mundo. Son Main Street, U.S.A, Adventureland, Fantasyland y Tomorrowland principalmente. La Adventureland de Hong Kong Disneyland es relativamente gigantesca (al parque) comparada con el resto de las ediciones de esta.
El parque temático se maneja con los idiomas inglés y chino (principalmente en los textos, en tradicional y simplificado para los mapas, cantonés y el mandarín en verbal) para su comunicación. También se proporcionan mapas en japonés.
La capacidad del parque es de 34,000 visitantes por día, siendo el parque clase Disneyland más pequeño. En su primer año el parque atrajo 5.2 millones de visitantes, debajo de su capacidad de 5.6 millones. El número de visitantes cayó un 20% en su segundo año a 4 millones, por debajo de lo esperado por la compañía incitando a las críticas por parte del gobierno local. Aunque el número de visitantes aumento un 8% en su tercer año atrayendo un total de 45 millones de visitantes entre 2007 y 2008. Desde su apertura en 2005 el parque atrajo un total de aproximadamente 15 millones de visitantes.
El tamaño del parque es siempre utilizado como explicación a su falta de visitas. Originalmente consistía en un área de 22.4 hectáreas (55 acres), para luego ser expandido a 27.4 hectares (68 acres) cuando se construyeron tres nuevas áreas temáticas llamadas: Grizzly Gulch, Mystic Point y Toy Story Land, todas ellas ubicadas fuera del circuito del Disneyland Railroad, al sur de la ubicación de la actual Adventureland.

## Dedicación
"A todos que vienen a este lugar feliz, recibirán una feliz recepción. Hace muchos años, Walt Disney introdujo al mundo reinos encantados de fantasía y de aventura, del ayer y del mañana, en un lugar mágico llamado Disneyland.

El espectáculo Disney in the Stars.

Hoy ese sentimiento de imaginación y dedescubrimiento se revive en Hong Kong. Hong Kong Disneyland se dedica al joven y a los jóvenes de corazón - con la esperanza de que sea una fuente de alegría y de inspiración, y un símbolo de cooperación, de amistad y de entendimiento entre la gente de Hong Kong y los Estados Unidos de América"
Michael Eisner y Donald Tsang, 12 de septiembre de 2005

## Construcción
El 23 de septiembre de 1983 un pequeño castillo especial fue levantado en el parque en la ceremonia de finalización para conmemorar la colocación de la torrecilla más alta en el Castillo de la Bella Durmiente. Mucha gente importante estaba presente, incluyendo Tung Chee Hwa, entonces ejecutivo de la región administrativa de Hong Kong; Jay Rasulo, presidente de los parques de Walt Disney y de los resorts; Michael Eisner, CEO de la Walt Disney Company; Bob Iger, en ese entonces presidente de The Walt Disney Company. Hombres se vistieron de Disney y sus amigos. Hong Kong Disneyland posee el récord de menor tiempo de construcción entre otros parques de la misma categoría.

### Fase dos de construcción
La extensión de la fase 1 ha comenzado con tres nuevas atracciones en Tomorrowland que se abrió en verano de 2006. Después de terminar la extensión de la fase 1, se espera que el parque de Disneyland pueda manejar 10 millones de visitantes anualmente.
Ya poseyendo tierras reservadas para la extensión de la fase 2, el parque de Disneyland está bloqueado por Park Promenade (una calzada peatonal que liga el parque con la estación, de MTR Disneyland y el Hong Kong Disneyland Hotel), se espera que el segundo parque temático del resort sea construido en ese sitio. Por el momento, se encuentran aseguradas la construcción de dos áreas nuevas Mickey's Toontown y Frontierland, y la teoría de un esperado segundo parque es dudosa, ya que el área de las tirras reservadas es menor a la actual.
Alegado una extensión, la fase 3 está siendo considerada por la Walt Disney Company y el gobierno de Hong Kong.

## Atracciones
El parque ofrece actualmente cuatro áreas temáticas similares a las ofrecidas en otros parques de Disneyland: Main Street, U.S.A, Adventureland, Fantasyland y Tomorrowland principalmente. El parque carece de una de las clásicas áreas principales; Frontierland no está presente, ya que Disney eligió no construir un parque bastante grande para contenerla.
Actualmente, esta área aparece en el índice de áreas por construirse, junto con Mickey's Toontown.
El parque ofrece un desfile o un espectáculo cada día “Disney in Parade” y “Disney in the Stars” mostrados por la tarde. Las celebraciones ocasionales, tales como Halloween de Disney, Navidad mágica y Año Nuevo chino de Disney, se celebran en el parque. En 2007 se añadió un tercero, solo celebrado en verano de nombre Mickey's WaterWorks Parade.
En total, hay 22 atracciones de entretenimiento en la fase 1 de Hong Kong Disneyland, comparando con 44 de París, 45 en Tokio y Florida, y 65 en California. Cuando se celebró Pirate Takeover! en 2007, las atracciones se elevaron a 34, ya que al cambiar el tema del área Adventureland, nuevas atracciones fueron agregadas, y luego retiradas. En febrero de 2008 en la celebración del "Año nuevo Chino" al igual que en el resto de etas, se agregaron nuevas atracciones. Al finalizar fueron retiradas todas menos Mickey' House, que actualmente cuenta como atracción regular. En la actualidad posee entre 29 atracciones.

### Main Street, U.S.A.
- Hong Kong Disneyland Railroad
- Flights of Fantasy Parade
- We Love Mickey
- Main Street Vehicles
- Art of Animation
- Animation Academy

### Adventureland
- Jungle River Cruise
- Tarzan's Treehouse

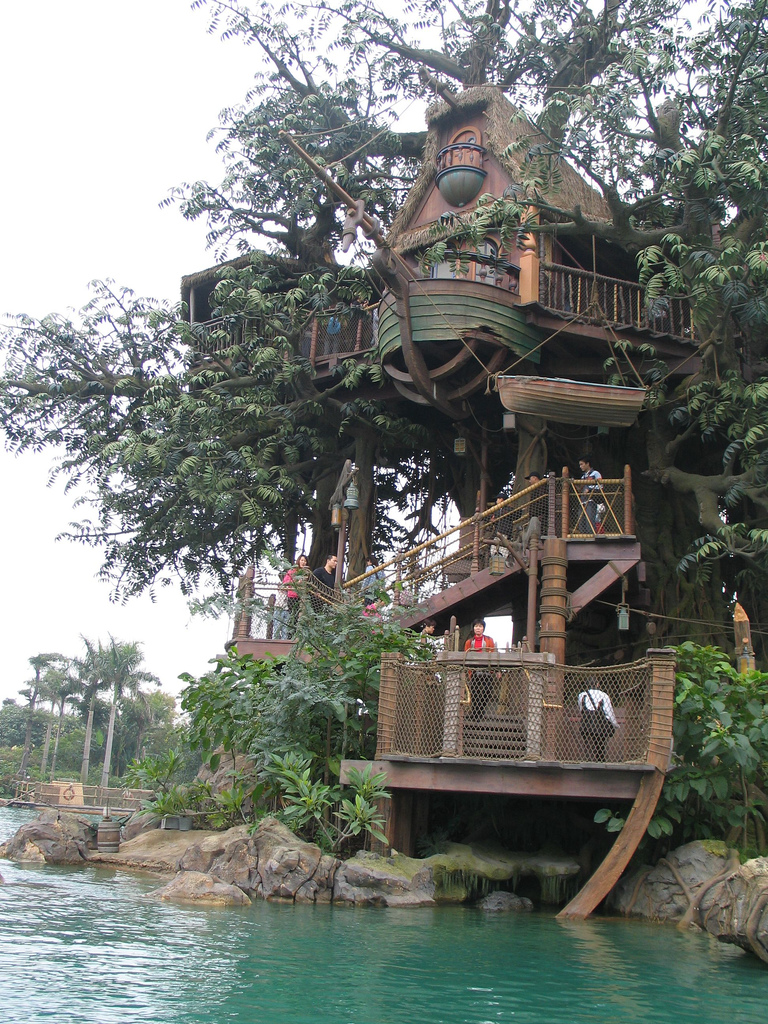
La casa del árbol de Tarzán en Adventureland.

- Festival of the Lion King (Theater in the Wild)
- Moana: A Homecoming Celebration
- Liki Tikis
- Karibuni Marketplace

### Fantasyland
- Castle of Magical Dreams
- Mickey's PhilharMagic
- Cinderella Carrousel

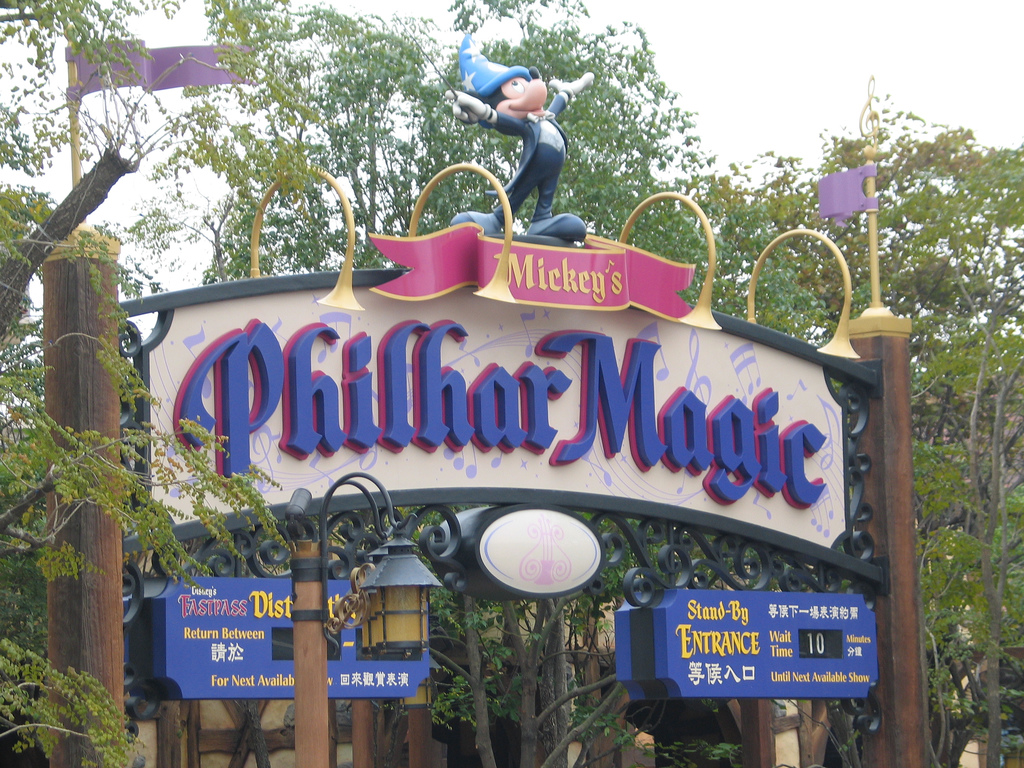
Entrada de Mickey's PhilharMagic

- The Many Adventures of Winnie the Pooh
- Dumbo the Flying Elephant
- Disney Paint the Night
- Mad Hatter Tea Cups
- It's a Small World
- Snow White Grotto
- Fairy Tale Forest
- Mickey and the Wondrous Book

### Tomorrowland
- Hyperspace Mountain

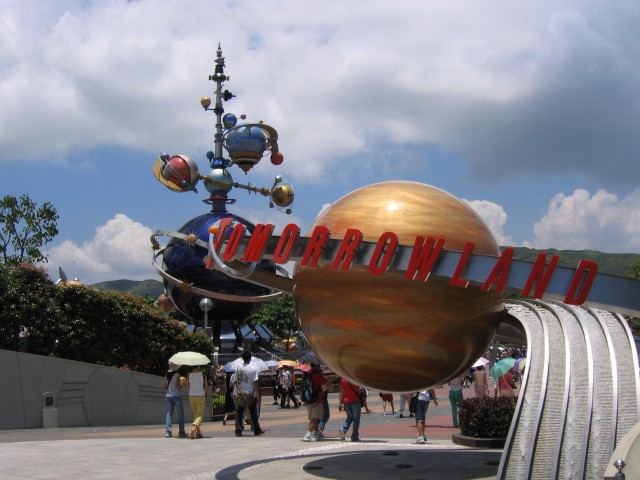
Entrada de Tomorrowland.

- Ant-Man and the Wasp: Nano Battle!
- Orbitron
- Iron Man Experience

### Grizzly Gulch
- Big Grizzly Mountain Runaway Mine Cars
- Geyser Gulch

### Mystic Point
- Mystic Manor
- Garden of Wonders

### Toy Story Land
- Toy Soldiers Parachute Drop
- Slinky Dog Zig-Zag Spin
- RC Racer

### Arendelle: World of Frozen (apertura el 20 de noviembre de 2023)
- Frozen Ever After
- Wandering Oaken's Sliding Sleighs

## Entretenimiento

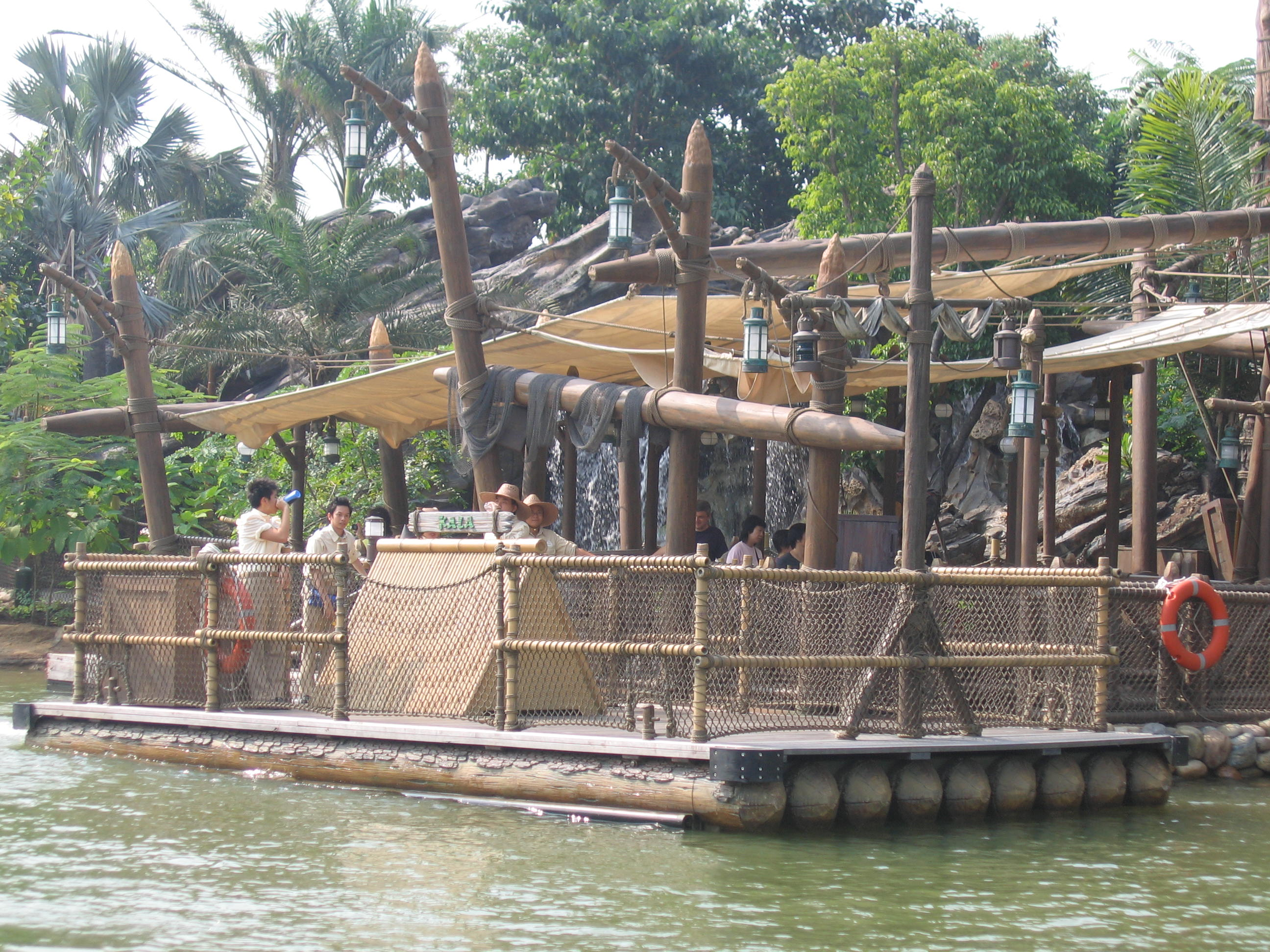
Rafts: Las balsas que transportan a los visitantes hacia Tarzan's Island.

### Espectáculos
- Disney on Parade

Disney on Parade es una reunión de todos los personajes de Disney, en una procesión mágica que comienza en Fantasyland y que
finaliza en Main Street U.S.A
- Flights of Fantasy Parade

Flights of Fantasy Parade es una reunión de todos los personajes de Disney, en una procesión mágica que comienza en Fantasyland y que
finaliza en Main Street U.S.A
- Disney in the Stars
  - Disney in the Stars es el clásico show de fuegos artificiales nocturno, disponible en los parques Magic Kingdom.

- Disney's Rainy Day Express

Es un desfile especial en reemplazo de Disney in Parade, en caso de que el día esté lluvioso. Trata de los mismos personajes de Disney tradicionales, nada más que estos bailan dentro de un tren de diseño especial.
- Mickey's WaterWorks Parade
  - Un desfile acuático, abierto el 14 de julio de 2007. Está diseñado para realizarse en verano, por Main Street, U.S.A en alternativa con Disney in Parade

### Celebraciones
A Magical Christmas: Disponible en el año 2007/2008
Magical Chinese New Year / Disney's Chinese New YearDisponible el año 2007/2008
Pirate TakeoverPara celebrar el lanzamiento de la nueva película de Disney, Piratas del Caribe: en el fin del mundo, Adventureland fue renombrada Pirateland. Fue adornada para celebrar la película y el paseo por el río fue condecorado como la atracción más importante (travesía del río de la selva, Pirate Takeover!)y Se creó un campo especial para condecorar al capitán Jack Sparrow. La celebración fue celebrada del 4 de mayo al 30 de junio de 2007.
Haunted HalloweenHaunted Halloween es el nuevo nombre de la celebración de Halloween en 2007 después de celebrar su primera celebración de Halloween, Disney's Halloween, en 2006. Desde el 25 de septiembre hasta que finales de octubre (2007), afectara y creara hasta 10 atracciones y ofrecerá varios desfiles y presentaciones temáticas, exclusivas de Hong Kong Disneyland. Las espeluznantes sorpresas comenzarán en Main Street E.U.A con la nueva atracción Main Street Haunted Hotel. Space Mountain será retocada y transformada momentáneamente en Space Mountain - Ghost Galaxy. El rey calabaza, Jack Skellington, unirá a sus amigos del lado oscuro para crear UV “transformational” que será mostrado al público todas las noches en el nuevo desfil de Halloween. Ofrecerá callejones subterráneos debajo de Main Street, E.U.A y un desfile nocturno grane y mejorado.
Mickey's Summer BlastUna celebración veraniega celebrada desde el 14 de julio de 2007 hasta el 31 de agosto. Esta ofrece una extensión de Pirate Takeover! y dos atracciones nuevas, Mickey's WaterWorks y Animation Academy. Mickey's WaterWorks es un nuevo desfile exclusivamente hecho para Hong Kong Disneyland. Los visitantes que miren el desfile a lo largo de Main Street terminaran completamente mojados debido al agua salpicada por los carros. Los visitantes pueden también gozar de una amplia gama de entretenimientos callejeros y juegos de carnaval, incluyendo shows acuáticos con Stich que e realizan frente a Sleeping Beauty Castle.

### Celebraciones del parque

#### Lista de celebraciones pasadas, presentes y futuras
| Celebración                   | Atracciones y entretenimientos | Año  |
| ----------------------------- | --- | ---- |
| A Magical Christmas           | Tree Lighting Ceremony | 2005 |
| Magical Chinese New Year      | Chinese New Year Celebration Stageshow | 2006 |
| Disney's Halloween            | The Villains' Lair; and Halloween Costume Mini-Parade | 2006 |
| A Magical Christmas           | Santa's Corner; and Mickey's Sing-a-long Tree Lighting | 2006 |
| Disney's Chinese New Year     | Disney "Come and Celebrate" Stageshow | 2007 |
| Pirate Takeover               | Captain Jack Sparrow's Pirate Boot Camp; Mirabella, the Gypsy Fortune Teller; "The Doctor of Soul" Voodoo Drum Show; Pirate Procession; and Pirate Party Nights | 2007 |
| Mickey's Summer Blast         | Mickey's WaterWorks; and Stitch's Summer Blast Dance Party | 2007 |
| Disney's Haunted Halloween    | Main Street Haunted Hotel; Space Mountain - Ghost Galaxy; Villain in Adventureland; and Glow in the Park Halloween Parade                                       | 2007 |
| A Sparkling Christmas         | Santa's Workshop; Ice Fantasy; 'Let it Snow' Christmas Parade; and Sparkling Castle Lights                                                                      | 2007 |
| Year of the Mouse Celebration | Mickey's House; A Salute to Mickey Statues; Mickey's Rockin’ the Mouse Castle Show; Adventures in Fashion; and Rhythum of Life: Dragon Procession               | 2008 |

## Críticas

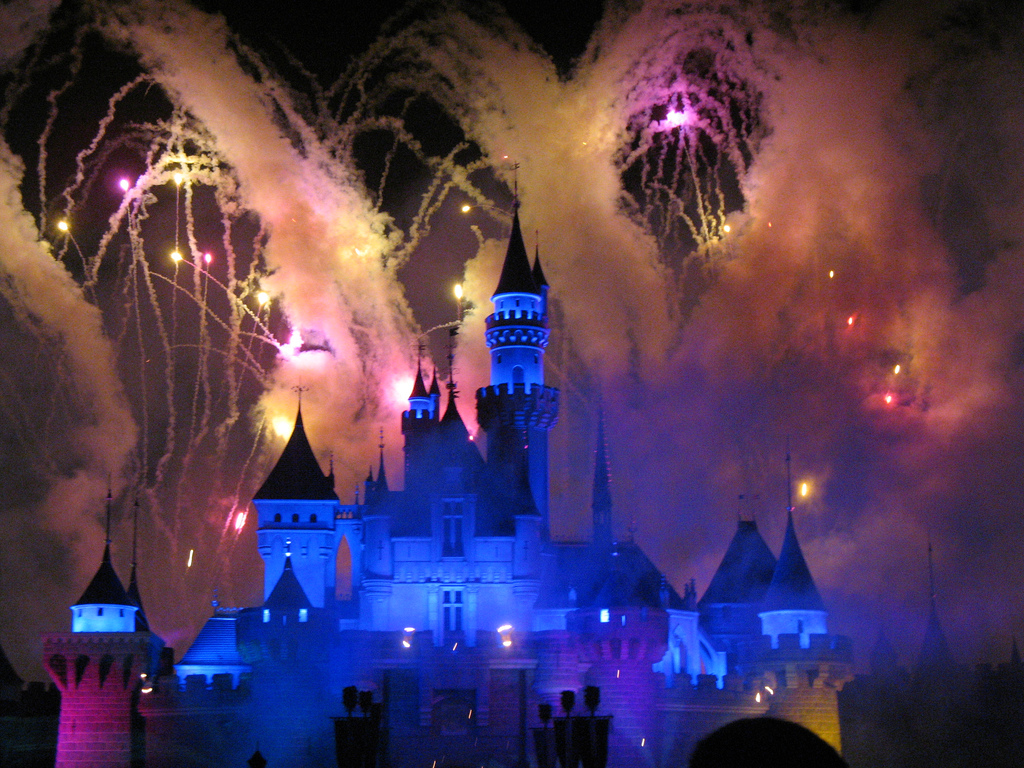
El castillo de la bella durmiente en Disney in the Stars.

- Momentos antes de la apertura, el parque fue criticado por sobrestimar el límite diario de capacidad de 30 000 visitantes. El problema llegó a ser evidente en el día de la inspección (el 4 de septiembre de 2005), cuando 29.000 locales visitaron el parque.
- Antes de que el parque se abriera, algunas personas dentro de la Walt Disney Company dijeron que el parque no ofrecería bastantes atracciones (ofrecía en momento de la abertura 22 en total).
- Diferente a sus parques similares en Florida y California, Hong Kong Disneyland sufre una carencia de atracciones que hace que las colas y tiempos de espera se hagan más largos para los paseos, etc.
- Debido a esta falta de atracciones y espacio, los visitantes no pueden estar en el parque más de 9 horas.
- Durante el Año Nuevo chino de 2006, muchos visitantes llegaron al parque en la mañana y llevaban boletos válidos, pero su entrada fue rechazada, porque el parque estaba ya en su capacidad máxima. *Los visitantes, armaron una turba y discutieron con la seguridad y otros intentaron entrar forzando las puertas. Forzaron a la gerencia de Disney a revisar su política en busca de alguna ley que les permitiera ingresar.

### Comportamiento de los huéspedes
En el día de la apertura de Hong Kong Disneyland, una gran cantidad de visitantes (16.000) se congregaron ante las puertas. El diario y el Ming Pao de Apple mostraron situaciones como en las que varias personas fumaban en lugares que lo prohibían; y una mujer que ayudaba a un niño joven a bajarse los pantalones para orinar a un lado de un cantero de flores.
El portavoz de Hong Kong Disneyland desecho los rumores publicados por los diarios pero aclaró que en el parque no se podía fumar, se debía entrar con zapatos o zapatillas y que la entrada a los baños públicos a gente ajena a los visitantes era ilegal, entre otras reglas.

### Relaciones públicas
Disney rechazó inicialmente comenzar una declaración después de que los medios divulgaran que el promedio de atención y hospitalidad del parque era más bajo de lo esperado. Disney finalmente se aplacó, y declaró el 24 de noviembre de 2005, que habían dado la bienvenida oficialmente a más de 1 millón de huéspedes en dos meses desde la apertura.
En respuesta a la publicidad negativa y al objetivo de aumentar el número de visitantes, Hong Kong Disneyland ofreció $50 de descuento a los poseedores de tarjetas especiales de Hong Kong en el periodo anterior a la Navidad de 2005. En ese periodo además , el parque ofreció una admisión de dos días al precio de uno a los poseedores de dichas tarjetas.